# Землице
Землице (серб. Земљице / Zemljice) — село в общине Вишеград Республики Сербской Боснии и Герцеговины. В настоящее время село необитаемо.